# Bissorã
Bissorã  este un oraș  în regiunea Oio, Guineea-Bissau.